# Смольниково
Смольниково — деревня в Волоколамском районе Московской области России.
Относится к Теряевскому сельскому поселению, до муниципальной реформы 2006 года относилась к Теряевскому сельскому округу. Население — 9 чел. (2010).

## География
Деревня Смольниково расположена в 800 м от автодороги Р107 Клин — Лотошино, примерно в 18 км к северо-востоку от города Волоколамска, на правом берегу реки Локнаш (бассейн Иваньковского водохранилища). На территории зарегистрировано одно садовое товарищество. Ближайшие населённые пункты — сёла Теряево, Покровское и деревня Калеево.

## Население
| 1852 | 1859 | 1890 | 1899 | 1926 | 2002 |
| ---- | ---- | ---- | ---- | ---- | ---- |
| 87   | ↗101 | ↗181 | ↗186 | →186 | ↘13  |
| 2006 | 2010 |      |      |      |      |
| ↘3   | ↗9   |      |      |      |      |

## История
В «Списке населённых мест» 1862 года Смолникова — казённая деревня 1-го стана Клинского уезда Московской губернии по правую сторону Волоколамского тракта, в 42 верстах от уездного города, при реке Локноше, с 9 дворами, 1 фабрикой и 101 жителем (49 мужчин, 52 женщины).
По данным на 1890 год входила в состав Калеевской волости Клинского уезда, число душ составляло 181 человек.
В 1913 году — 29 дворов и бумаго-ткацкая фабрика.
В 1917 году Калеевская волость была передана в Волоколамский уезд.
По материалам Всесоюзной переписи населения 1926 года — деревня Пробоевского сельсовета Калеевской волости Волоколамского уезда, проживало 186 жителей (95 мужчин, 91 женщина), насчитывалось 32 крестьянских хозяйства.
С 1929 года — населённый пункт в составе Волоколамского района Московской области.